# Comuna Stupnik, Zagreb
Stupnik este o comună în cantonul Zagreb, Croația, având o populație de 3.735 de locuitori (2011).

## Demografie
Componența etnică a comunei Stupnik
     Croați (95,48%)
     Bosniaci (2,14%)
     Necunoscut (0,16%)
     Neclasificat (1,55%)
Componența confesională a comunei Stupnik
     Catolici (92,77%)
     Musulmani (2,78%)
     Fără religie și atei (1,23%)
     Ortodocși (1,07%)
     Necunoscută (1,02%)
     Alte religii (1,12%)
Conform recensământului din 2011, comuna Stupnik avea 3.735 de locuitori. Din punct de vedere etnic, majoritatea locuitorilor (95,48%) erau croați, cu o minoritate de bosniaci (2,14%). Apartenența etnică nu este cunoscută în cazul a 0,16% din locuitori. Din punct de vedere confesional, majoritatea locuitorilor (92,77%) erau catolici, existând și minorități de musulmani (2,78%), persoane fără religie și atei (1,23%) și ortodocși (1,07%). Pentru 1,02% din locuitori nu este cunoscută apartenența confesională.